# Johann Martin von Rohden

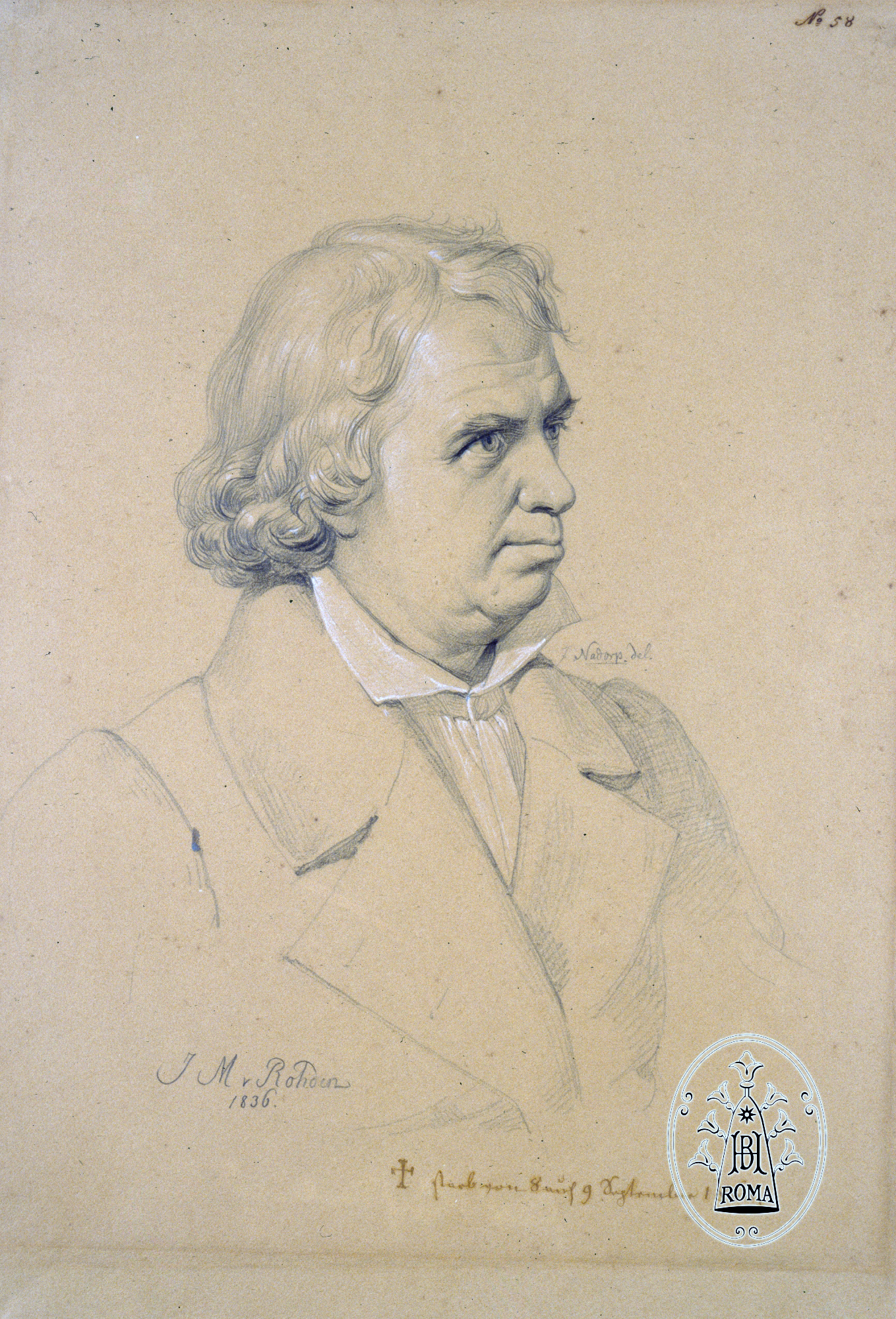
Johann Martin von Rohden, gezeichnet von Franz Nadorp, Rom 1836

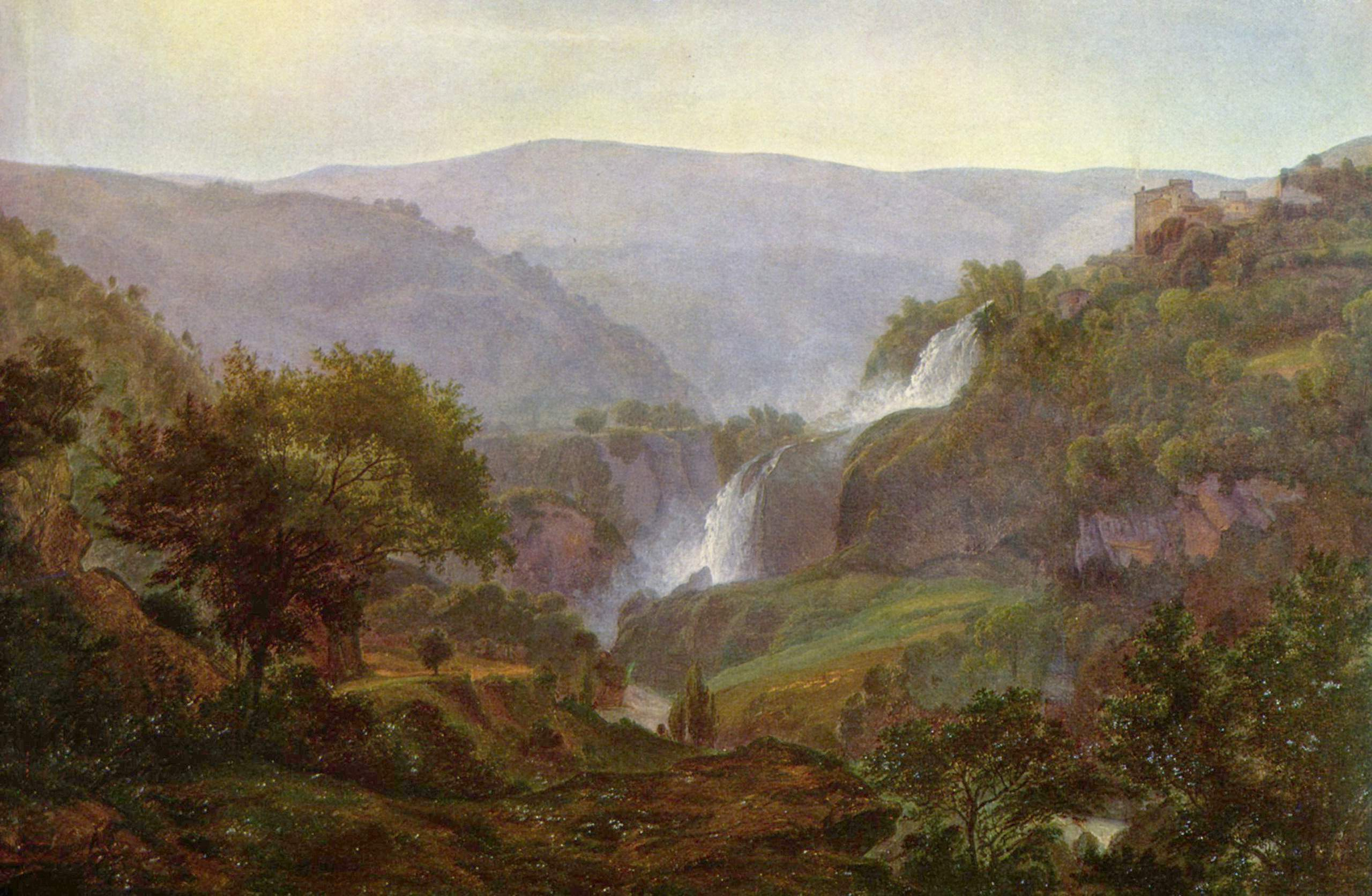
Wasserfall bei Tivoli, 1800–1810; Hamburger Kunsthalle

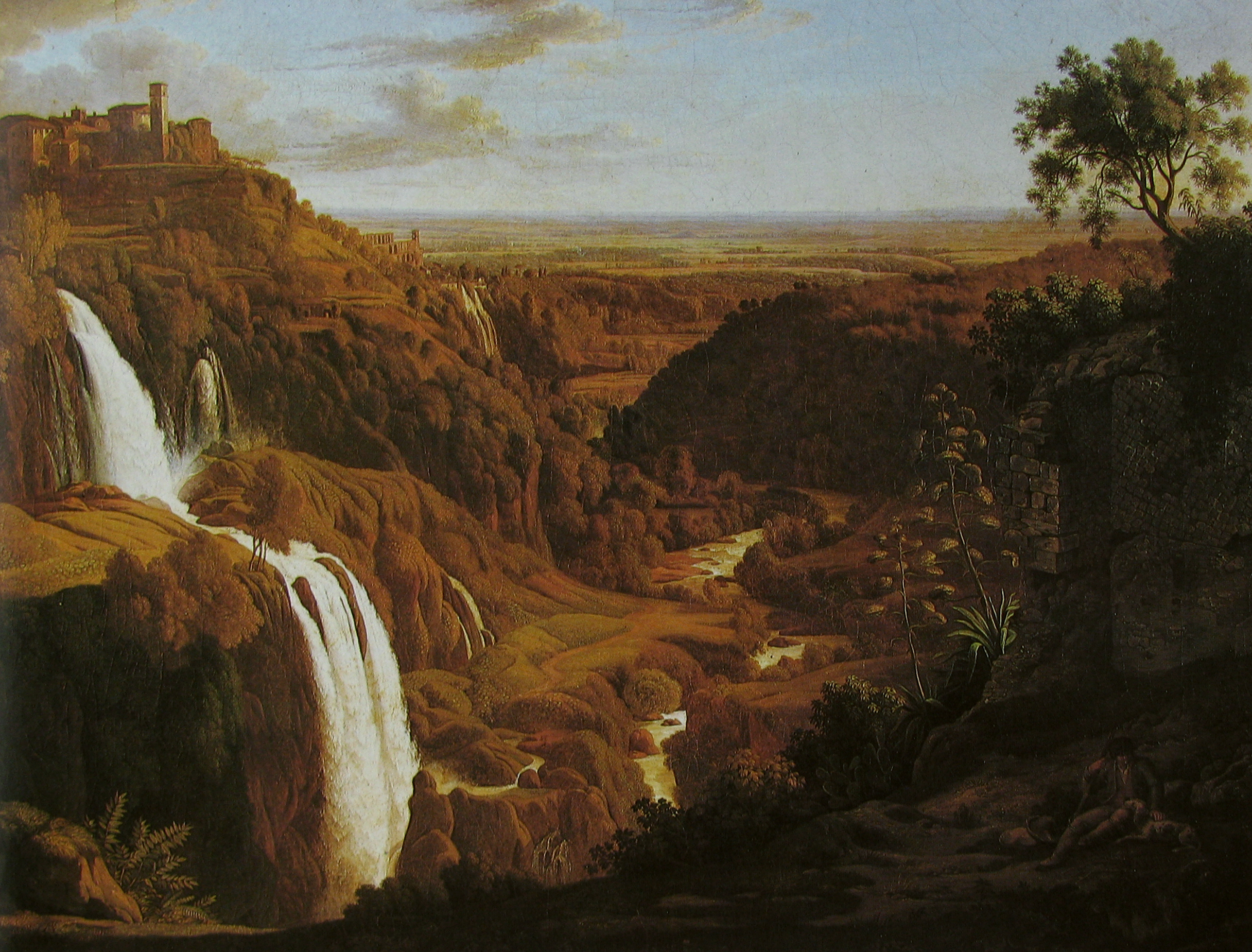
Wasserfälle bei Tivoli, 1819; Museum der bildenden Künste Leipzig

Johann Martin von Rohden, auch Johann Martin Rohden (* 30. Juli 1778 in Kassel; † 9. September 1868 in Rom), war ein deutscher Landschaftsmaler.

## Herkunft
Die Mitglieder der Familie Rohden kamen aus konfessionellen Gründen zu Beginn des 17. Jahrhunderts von Jülich über die Niederlande nach Kassel. Seine Eltern waren der Kaufmann Moritz von Rohden (1745–1811) und dessen Ehefrau Susanne Isabelle Kiste. Seine Schwester Marianne von Rohden war mit dem Maler Ludwig Hummel (1770–1840) und Direktor der Kunstakademie Kassel verheiratet.

## Leben
Zunächst besuchte er bis 1795 die Akademie für Malerei in Kassel. Ende Mai 1795 übersiedelte er gemeinsam mit dem Kasseler Baumeister Karl du Ry nach Rom (Ankunft: 1. Juni). 1798 brach der Zweite Koalitionskrieg aus, in Rom wurde im Februar 1798 durch französische Truppen eine kurzlebige Republik ausgerufen. Von Rohden verließ vermutlich wegen dieser unsicheren Lage im März 1799 Italien. Eine zu dieser Zeit unternommene Reise per Schiff entlang der italienischen Küste nach Norden ist durch einige erhaltene Grafiken belegt. Etwa 1801/02 ist von Rohden wieder in Deutschland nachgewiesen.

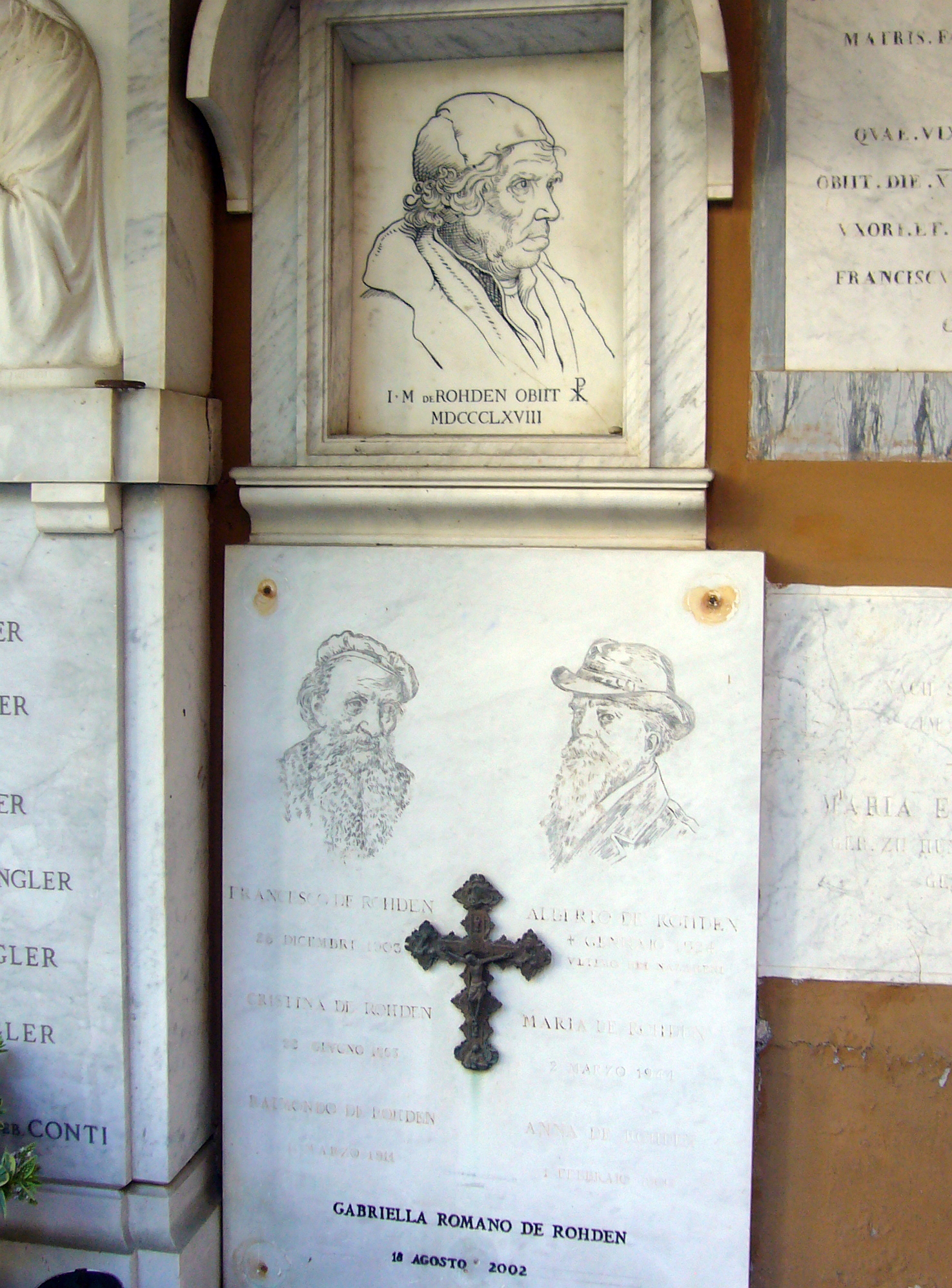
Rom, Campo Santo Teutonico, Epitaphien von Johann Martin von Rohden (oben) und seiner Kinder (unten)

1802 gewann Johann Martin von Rohden (und Ludwig Hummel, ebenfalls ein Kasseler) mit einem seiner ersten Gemälde den mit 30 Dukaten dotierten Jahrespreis der von Goethe und Johann Heinrich Meyer herausgegebenen Kunstzeitschrift Propyläen zum vorgegebenen Thema Perseus befreit Andromeda. Das prämierte Gemälde des jungen Künstlers wurde allerdings nicht wie vom Vater erhofft vom Kurfürst angekauft, sondern jahrelang von der Jury behalten und schließlich unter dem gedachten Wert an Dritte verkauft.
Von 1802 bis 1811 war Johann Martin von Rohden jedoch bereits wieder in Rom und schloss sich dort dem Kreis der Deutschrömer insbesondere um die Neoklassizisten Joseph Anton Koch und Johann Christian Reinhart (des Weiteren Johann Erdmann Hummel, Gottlieb Schick, Ernst Platner, Johann Martin Wagner, Camille Corot u. a.) an.
1805 reiste von Rohden von Rom nach Sizilien. Bei einem erneuten Kurzaufenthalt in Deutschland (1811/12) begegnete er Goethe persönlich. Ende September 1812 kehrte er wieder nach Rom zurück. 1815 heiratete er Catarina Coccanari, Tochter des Sybillen-Gastwirts aus Tivoli. Um die Heirat zu ermöglichen, trat er zum katholischen Glauben über. Mit ihr bekam er einen Sohn, Franz von Rohden (* 15. Februar 1817 in Rom; † 28. Dezember 1903 in Rom), ein weiterer Sohn starb in jungen Jahren.
1827 berief ihn der hessische Kurfürst Wilhelm II. als Hofmaler zurück nach Kassel. Doch schon 1829 ließ er sich aus Deutschland beurlauben, reiste wieder nach Rom und fertigte nun von dort weitere Gemälde für den Kurfürsten an. Seit 1831 bezog er vom Kurfürsten ein Jahresgehalt von 12.000 Talern. Dafür musste er lediglich alle zwei Jahre ein Landschaftsgemälde aus Italien nach seiner freien Wahl anfertigen, das bei besonderem Gefallen mit zusätzlichen 1.000 Talern entlohnt wurde. Im Alter von 54 Jahren (1832) wird er aus dem kurfürstlichen Dienst entbunden. Das Jahresgehalt bezog Rohden jedoch lebenslang weiter, sogar noch nach dem Tod des Kurfürsten (1847), auch ab 1866 unter der neuen preußischen Regierung.
Johann Martin von Rohden starb am 9. September 1868 in Rom. Seine Grabstätte befindet sich, neben der seiner Malerfreunde, auf dem Deutschen Friedhof Campo Santo Teutonico.

## Würdigung
Johann Martin von Rohden war einer der bedeutenden Landschaftsmaler der ersten Hälfte des 19. Jahrhunderts. Er hinterließ aufgrund seiner sorgfältigen und detailversessenen, dadurch zwangsläufig langsameren Arbeitsweise nur vergleichsweise wenige Werke. Stilistisch orientierte er sich mit frühen klassizistischen Anklängen an Jakob Philipp Hackert. Vorbilder fand er dann im Malerkreis um Joseph Anton Koch und Johann Christian Reinhart, aber auch Karl Blechen. Seit etwa 1810 wendet er sich klar zur fortschrittlichen sachlichen Richtung innerhalb der Landschaftsmalerei seiner Zeit. Dominierendes Motiv seiner Zeichnungen und Gemälde sind dann Naturlandschaften, oft in weiten Panoramen, über die Farbe dominierender klarer Linienführung und milden Farbwechseln, sehr naturgetreu dargestellt. Sie enthalten häufig keinerlei romantische Staffagearchitekturen mehr, weisen oft keinen Vordergrund auf und enthalten sich auch weitgehend dem Pathos des Kreises um Joseph Anton Koch. Bekannt sind vor allem seine mehrfachen Darstellungen der Wasserfälle von Tivoli und die Landschaften aus der Campagna Romana.
Er war neben seiner Malertätigkeit ein begeisterter Jäger, über den viele Anekdoten und Karikaturen seiner Malerfreunde bekannt sind (Spitzname: „Heiliger Münchhausen“).
Im Jahr 2000 erfolgte die erste große Retrospektive seines Werkes in der neuen Galerie Kassel.

## Werke (Auszug)
- Grotta Ferrata (Wuppertal, Von der Heydt-Museum, Inv. Nr. G 0537), um 1805, Öl auf Leinwand, 67 × 48 cm
- Die Neptungrotte – Wasserfälle bei Tivoli (Wien, Österreichische Galerie, Inv. Nr. 1768), 1809, Öl auf Leinwand
- Italienische Landschaft mit Liebespaar – Der Morgen (Kassel, Staatliche Museen, Inv. Nr. AZ 116), 1832, Öl auf Leinwand, 98 × 138 cm

## Ausstellungen
1935: Große Kunstausstellung, Kunstverein Kassel

### Allgemeines
- Literatur von und über Johann Martin von Rohden im Katalog der Deutschen Nationalbibliothek
- Werke von Johann Martin von Rohden bei Zeno.org
- Erläuterungen zur Tivoli-Begeisterung der deutschen Maler
- Grotta Ferrata, um 1805
- Künstlerleben in Rom
- Rohden, Johann Martin von. Hessische Biografie. (Stand: 30. Juli 2025). In: Landesgeschichtliches Informationssystem Hessen (LAGIS).

### Briefwechsel mit Goethe
- (1) Dankschreiben von Moritz von Rhoden v. 9. November 1802
- (2) Dankschreiben von Johann Martin von Rohden v. 8. Januar 1803 an Goethe für die Preisverleihung
- (3) Erinnerungsschreiben von Moritz von Rhoden v. 26. Mai 1804 an Goethe
- (4) Schreiben von Moritz von Rohden v. 1. Februar 1806 an Goethe wegen Verkauf des Bildes
- Verzeichnis weiterer Briefe an/von Goethe, die Johann Martin von Rohden erwähnen